# Festival International de Musique Actuelle de Victoriaville
Il Festival International de Musique Actuelle de Victoriaville è un festival musicale internazionale annuale che si tiene a Victoriaville, nel Québec, dedicato alla musica contemporanea.
Il festival è noto per tenere non più di venti spettacoli e per la sua enfasi sulle collaborazioni uniche tra musicisti, molte delle quali pubblicate su dischi dall'etichetta discografica Victo. Nonostante la sua posizione nelle zone rurali del Québec, ha attirato ogni anno diversi artisti internazionali, molti dei quali sono tornati più volte, come John Zorn, Thurston Moore e Lee Ranaldo dei Sonic Youth, Jim O'Rourke, Godspeed You! Black Emperor e The Ex. Collaboratori frequenti includono anche René Lussier, Fred Frith e Chris Cutler degli Henry Cow e degli Art Bears, Jean Derome, Cecil Taylor e Peter Brötzmann.